# Aucula buprasium
Aucula buprasium là một loài bướm đêm trong họ Noctuidae.